# 梅田川 (宮城県)
梅田川（うめだがわ）は、宮城県仙台市青葉区中部から宮城野区中部を流れる七北田川水系の二級河川である。仙台市青葉区の中山地区に源を発し、宮城野区鶴巻地区にて七北田川に合流する。流路はすべて仙台市内にある。指定河川としての流路延長は13キロメートルだが、川の流れは15.2キロメートルある。

## 流路
仙台市青葉区と泉区の間を東に延びる舌状丘陵七北田丘陵の南斜面にあたる中山・国見ヶ丘・貝ヶ森に源を発して東へ流れ、北仙台、梅田町、宮町、中江、原町、苦竹、新田、小鶴といった住宅地の中を流れ、七北田川と七北田丘陵東端の東方にある福田町で合流する。
二級河川としての上流端は青葉区山手町・貝ヶ森・中山の境にある枯木橋だが、川の流れはさらに2.3km上流まで続いている。水源は主に三つの流れに分けられる。中山のうどう溜池からの第一の流れが本流とされるがほぼコンクリート側溝化され水量はやや少ない。かつては中山峠を行き交う人々を潤す夏冬枯れる事なき井戸があり、それがうどう溜池の源のひとつであったともいう。第二の水源は、国見ヶ丘の桜の水辺公園にある臨済沼からのむじな沢という流れであり水量に恵まれて美しい渓谷美をなしている。第三の水源は、貝ヶ森中央公園にある山中沼（サンチヌマ）からの流れであるが現在ほぼ全て暗渠化されている。古くは臨斉沼へ注ぐ源流は国見ヶ丘の臨済院に端を発しており、この地を梅田川の水源と呼ぶこともできた。現在は臨斉沼ではなく地下を通じて山中沼からの流れと合流して枯木橋付近で本流に合流している。
枯木橋から1.8kmのところで、仙台川放水路を分ける。増水時にだけ水が入り、仙台川に導くためのもので、ふだんは水の流れがない。

## 歴史
古くは広瀬川から取水された四ツ谷用水を水源とする平渡戸川（ひらわたどのかわ）や下流の藤川と呼ばれる川が現在の梅田川に相当する時代もあり、時代と地域によって呼び名が異なっていた。とくに梅田川と藤川は、時代によって四ツ谷用水と合流して現在の梅田川に相当する流路を取る場合と、合流せずに現在の藤川に相当する流路を取る場合等があった。現在の梅田川と藤川に相当する川と、その名称の関係は複雑になっている。

## 利水

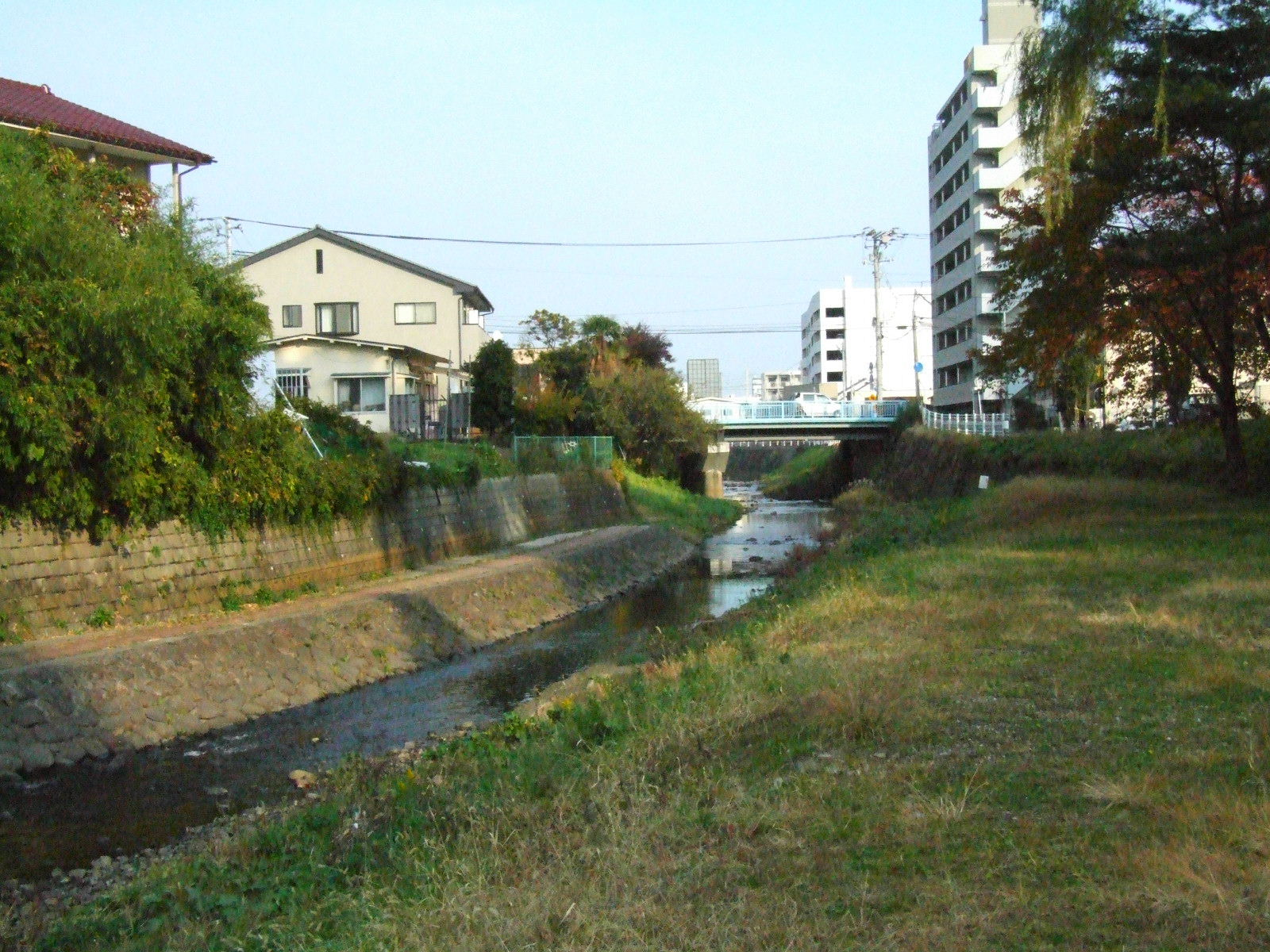
梅田川庭苑ちびっこ広場（2007年11月）

梅田川上流にはもと4か所の堰があって流域の水田に農業用水を引いていたが、昭和40年代（1965年 - 1970年）頃から宅地化が進み、2008年頃に水田がなくなった。
明治・大正の頃には、鰻屋のいけすが梅田川に置かれた。増水するとここから鰻が逃げ出したという。
現在は、場所によっては川辺が公園整備され、地域住民の親水に貢献している。新田以東では、堤に道路が設けられサイクリングや散策などに利用されている。

## 生物
仙石、福住町付近においては、春季、約1kmにわたって、菜の花が堤一面に咲き乱れる。川辺にカワセミやサギ、ハト等の鳥類の姿を見る事が出来るほか、冬場にはガンやハクチョウが飛来し羽を休める。魚類はフナやメダカが生息する。

## 環境
仙台では1960年代前半まで、下水道はあっても下水処理施設がなく、汚水を川にそのまま排水していた。20世紀半ばまで屎尿は肥料として近郊農家に引き取られていたので、汚水といっても川に屎尿が流れてきたわけではない。が、梅田川のような流量が少ない川では水質汚染がひどく進み、1960年代には濁って悪臭がただよった。
仙台市は1958年（昭和33年）に下水処理場を建設しこれに市内の下水道を結びつける計画を作り、1964年（昭和39年）に南蒲生下水処理場（現在の南蒲生浄化センター）を稼動させた。梅田川沿いの下水道は梅田川幹線に集約し、1965年（昭和40年）5月から南蒲生処理場に送るようにした。
これと別に、1964年・1965年頃に流域の町内会を中心に梅田川浄化推進協議会が結成され、毎月地域住人による清掃が行われた。住民主体の川の浄化活動は当時の日本で先駆的な試みであり、改善速度も顕著で、フナやドジョウが放流できるようになった。1967年（昭和42年）4月に「美しい町づくり全国コンクール」最優秀賞を与えられた。浄化活動は現在でも町内会が中心となって続けられている。初等教育の分野においては、北六番町小学校の北六梅田川プロジェクトが流域の調査と観察に取り組み、文部科学大臣賞・環境大臣賞を受賞するなどの評価を受けた。
その後、1985年頃をピークとして再び悪化したが、1980年代後半にいっそうの改善が進み、見た目にも汚れた川ではなくなった。まれにサケが遡上して、水質浄化の表れとして地域の話題となる事もある。2018年度調査での生物化学的酸素要求量(BOD)75%値は、上流の枯木橋で0.5mg/L、下流の福田橋で2.0mg/Lであった。
流量は1995年で毎秒0.025立方メートル程度に過ぎず、望ましい維持流量の下限に近い。リフレッシュ梅田川実行委員会等の地域活動では、流量確保の為に天水桶に雨水を貯めて地下水を涵養し、川の水量を増す試みもなされている。

## 支流
藤川は青葉区小松島の小松島沼や宮城野区蟹沢の与兵衛沼等を水源とする約1.5kmの流れで、新田大橋付近で梅田川に合流する。またもう一つの支流は安養寺堤に発する高野川で、扇町橋付近で梅田川に合流する約3.9kmの流れである。
- 仙台川放水路（分流）
- 藤川（ふじかわ）
- 高野川（こうやがわ）

## 橋梁
- 貝ヶ森橋
- 枯木橋
- 菖蒲沢橋
- 山手橋
- 新山手橋
- 荒巻本沢橋 - 宮城県道264号大衡仙台線
- 荒巻橋
- （名称不明の橋3）
- さかいばし
- 梅田橋 - 陸羽街道、奥州街道
- （仙台市地下鉄南北線。地下鉄が川底の下を潜る）
- 梅田橋 - 宮城県道22号仙台泉線
- （仙山線）
- 杉戸橋
- 梅田橋
- 東照宮前橋 - 宮町通り
- （名称不明の橋2）
- 宝蔵院橋
- 暗渠 - 北四番丁通り
- 前橋
- 中江橋
- （仙山線、東北本線、東北新幹線）
- （名称不明の橋3）
- 万世橋
- 平田橋
- 大田見橋 - 宮城県道8号仙台松島線
- （東北本線貨物線）
- 苦竹橋
- （仙石線）
- 新田大橋
- 新田東大橋
- 平渡橋
- 梅田川橋 - 国道4号仙台バイパス
- 扇町橋
- 福田橋 - 国道45号
- 観音堂西橋
- 福田新橋
- 福田自転車橋